# Theo Wied
Theodor „Theo“ Wied (* 6. Februar 1923 in Münster am Neckar; † 24. Juli 1995 in Stuttgart) war ein deutscher Turner.

## Leben
Theo Wied war der Zwillingsbruder des Turners Erich Wied. Sie absolvierten beide ein Jurastudium.
Als Angehöriger der Kriegsmarine erreichte er bei den Deutschen Turn- und Spielmeisterschaften 1942 in Nürnberg im Zwölfkampf Platz 4 und bei der Deutschen Turnmeisterschaften 1943 in Passau wurde er im Mehrkampf mit 190,9 Punkten Zweiter.
Im Jahr 1948 wurde er deutscher Turnmeister im Achtkampf. Bei den Deutschen Turnmeisterschaften 1951 in Bochum wurde er deutscher Meister im Barren und errang mit einer Gesamtpunktzahl von 115,5 Platz 3 in der Gesamtwertung. Er nahm wie auch sein Zwillingsbruder in den Jahren 1952 und 1956 an den Olympischen Spielen teil. Seine beste Olympia-Platzierung war im Jahr 1956 der 4. Platz im Sprung. Die Brüder waren auch bei der Südamerikareise der Deutschlandriege 1952 dabei. 1953 wurde er beim internationalen Jahn-Gedächtnisturnen auf der Berliner Waldbühne vor 12.000 Zuschauern Dritter. 1956 holten die beiden zusammen mit Werner Finkel, Heini Kurrle und Karl Schweizer in Stuttgart für die Turn- und Sportvereinigung Münster (TSV Münster, ehemals TSVgg Stuttgart-Münster) den deutschen Mannschaftsmeistertitel im Kunstturnen.